# XXV (Robbie Williams)
XXV è una compilation del cantante britannico Robbie Williams, pubblicata nel 2022.

## Descrizione
XXV è la settima raccolta di Robbie Williams, pubblicata dalla Columbia Records il 9 settembre 2022. L'album segna il 25º anniversario della carriera da solista di Williams e contiene versioni ri-registrate e orchestrate di brani della sua carriera, che sono state rielaborate da Jules Buckley, Guy Chambers e Steve Sidwell con la Metropole Orkest.
La pubblicazione dell'album è stata anticipata dal singolo Lost, uscito ad agosto 2022.

## Tracce

### Edizione standard
1. Let Me Entertain You – 3:38
2. Come Undone – 4:18
3. Love My Life – 3:25
4. Millennium – 3:49
5. The Road to Mandalay – 4:41
6. Tripping – 3:54
7. Bodies – 3:54
8. Candy – 3:13
9. Supreme – 4:25
10. Strong – 4:14
11. Eternity – 5:27
12. No Regrets – 5:03
13. She's the One – 4:30
14. Feel – 4:24
15. Rock DJ – 4:53
16. Kids (feat. Kylie Minogue) – 3:30
17. Angels – 4:25
18. Lost (Inedito) – 4:16
19. Nobody Someday – 3:35

### Edizione deluxe
1. Lazy Days – 4:30
2. Hot Fudge – 3:41
3. Sexed Up – 3:45
4. More Than This (Inedito) – 4:08
5. Disco Symphony (Inedito) – 3:49
6. Better Man – 4:13
7. Home Thoughts from Abroad – 3:20
8. The World and Her Mother (Inedito) – 4:10
9. Into the Silence – 4:50
10. Angels (Beethoven AI) – 4:52